# Urbe Roma
L'Urbe Roma è stata una squadra di baseball di Roma, militante nel massimo campionato italiano di baseball dilettantistico, la serie A federale.

## Storia
Dopo che le due più antiche società capitoline, Roma Baseball e Lazio Baseball, vincitrici di due scudetti a testa agli albori del baseball italiano, sono praticamente finite nel baratro, ecco che nasce il progetto Urbe Roma grazie alla passione di un imprenditore romano, Claudio Carnevale presidente dell’Acotel, nonché sponsor della squadra. L'Urbe Roma viene fondata nel 2009 e subito ammessa al campionato di Serie B dove ottiene l'immediata promozione in serie A federale. Nel primo anno la compagine del manager Alfredo Calvani riesce a ottenere la salvezza che permette alla squadra di rimanere in serie A. 
- 2009: Serie B girone D, promossa alla Serie A federale
- 2010: Serie A federale
- 2011: Serie A federale
- 2012: Serie A federale
- 2013: Serie A federale

A conclusione della stagione 2013 il presidente dell'Urbe Roma Claudio Carnevale decide a seguito di una querelle con il presidente della FIBS di chiudere le attività di softball e baseball.